# Beast Games
Beast Games és un concurs de telerealitat estatunidenc creada per Jimmy Donaldson (MrBeast), Tyler Conklin, Sean Klitzner i Mack Hopkins. Presentat pel mateix Donaldson, el programa reuneix 1.000 concursants, el repartiment més gran d'un programa de telerealitat, que competeixen per un premi de més de 5 milions de dòlars, el premi més gran de la història de la televisió de realitat, superant el premi de Squid Game: The Challenge, que era de 4,56 milions de dòlars. S'ha subtitulat al català.
Els dos primers episodis de Beast Games es van publicar a Amazon Prime Video el 19 de desembre de 2024. La sèrie completa consta de deu episodis que es van estrenar setmanalment els dijous.